# Eusarca parallelaria
Eusarca parallelaria är en fjärilsart som beskrevs av W. Warren 1897. Eusarca parallelaria ingår i släktet Eusarca och familjen mätare. Inga underarter finns listade i Catalogue of Life.